# Knutstorps naturreservat
Knutstorp är ett naturreservat i Knäreds socken i Laholms kommun i Halland.
Reservatet är 54 hektar stort och beläget några kilometer nordost om samhället Knäred. Det är skyddat sedan 2010. Området består till stor del av gammal tallskog och lövblandskog. Här växer flera hotade arter av mossor och lavar, minst 8 rödlistade arter förekommer. Flera av dessa växer på de gamla bokarna. Här finns även våtmarker av varierande slag.

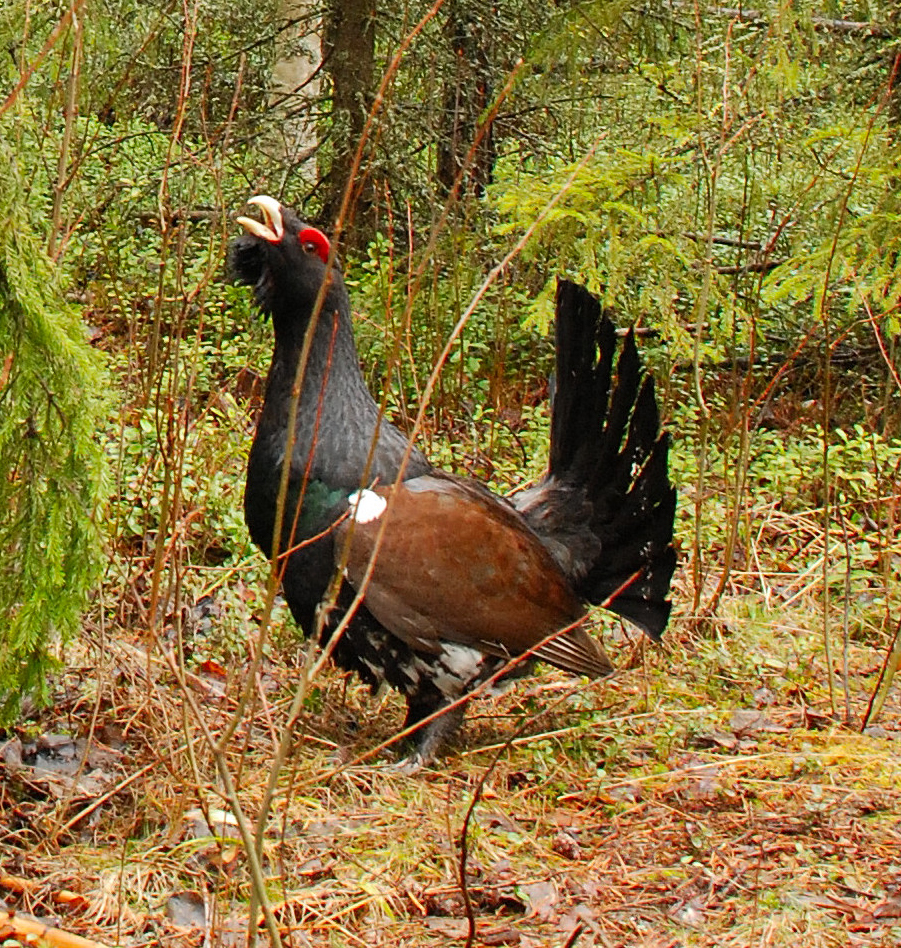
Tjädertupp

Knutstorp var från början namnet på ett gammalt frälsehemman med anor från 1600-talet. Sedan 1944 har gården varit obebodd medan de omgivande åkrarna brukades fram till 1954. Rester finns efter en linbasta och en skvaltkvarn.